# کورین دی
کورین دی (انگلیسی: Corinne Day; ۱۹ فوریهٔ ۱۹۶۲ – ۲۷ اوت ۲۰۱۰) عکاس، و مدل (شخص) اهل بریتانیا بود. وی بین سال‌های ۱۹۸۹ تا ۲۰۱۰ میلادی فعالیت می‌کرد.